# Abacoproeces
Abacoproeces es un género de arañas araneomorfas de la familia Linyphiidae. Se encuentra en la zona paleártica. 

## Lista de especies
Según The World Spider Catalog 12.0:
- Abacoproeces molestus Thaler, 1973
- Abacoproeces saltuum (L. Koch, 1872)